# Минчо Минчев (политик, р. 1910)
Вижте пояснителната страница за други личности с името Минчо Минчев.
Минчо Дойчев Минчев е български политик, 53-ти кмет на Бургас в периода 11 март 1948 – 6 юни 1949 година.

## Биография
Роден е в Сливен на 20 август 1910 г. През 1933 г. завършва право в Софийския университет.
От 1936 г. е член на БКП. Между 1936 и 1944 г. е член на Окръжния комитет на БРП в Бургас. От 1942 до 1944 година 3 пъти е интерниран.
В периода 1944 – 1947 г. е председател на Областния комитет на БРП(к) в Сливен. Председател е на ИК на Градския народен съвет в Бургас в периода 11 март 1948 – 6 юни 1949 г. От 1949 до 1950 е председател на Окръжния съвет. Депутат е в XXVI ОНС, I, II, IV, V и VI народни събрания. В VI велико народно събрание е секретар на парламентарната група на БКП и член на комисията на ОФ за изработване на конституция. В 2 периода е секретар на Президиума на Народното събрание – 1950 – 1958 и 1962 – 1971 г.
Бил е заместник-министър на вътрешната търговия. В периода 14 март 1959 – 8 ноември 1962 г. е главен прокурор на Народна република България. От 1972 до 1976 е секретар на Държавният съвет на НРБ. Умира в София От 1954 до 1971 е член на ЦК на БКП.
Член е на НС на ОФ, както и на Съвета по законодателство при Държавния съвет на НРБ. Носител е на 3 ордена „Георги Димитров“ (1960, 1970, 1980), орден „Народна република България“, първа степен (1959) и Герой на социалистическия труд (1970).